# Valea Măcrișului
Valea Măcrișului là một xã thuộc hạt Ialomița, România. Dân số thời điểm năm 2002 là 2112 người.